# Dumbrăvița de Codru, Bihor
Dumbrăvița de Codru este un sat în comuna Șoimi din județul Bihor, Crișana, România.
Satul este situat pe dealuri, inconjurat de muntii Codru Moma. Este invecinat cu satele Codru si Borz. 
De asemenea in sat este prezenta o statie meteo a Administrația Națională de Meteorologie si un releu.
Biserica ortodoxa a satului joaca un rol importanat in viata satenilor.  De-a lungul timpului s-au format legende si povestiri locale care ar atesta prezenta unor fiinte supranaturale, cum ar fi strigoii.
Satul are o retea de apa rece venita tocmai din muntii care il inconjoara. 
Locaitatea este asezata panoramic, de o frumusete rara. Este un loc perfect pentru fotografie in orice sezon al anului, de relaxare si redescoperie pe sine.

 Acest articol despre o localitate din județul Bihor este deocamdată un ciot. Puteți ajuta Wikipedia prin completarea lui.